# Кримка (Бердянський район)
Кри́мка — село в Україні, у Бердянському районі Запорізької області.
Населення становить 227 осіб. Орган місцевого самоврядування — Долинська сільська рада.

## Географія
Село Кримка знаходиться на відстані 3,5 км від села Долинське. По селу протікає пересихаючий струмок з загатою.

## Історія
- 1820 — дата заснування як села Брунова.
- В 1918 році перейменоване в село Кримка.

## Пам'ятки

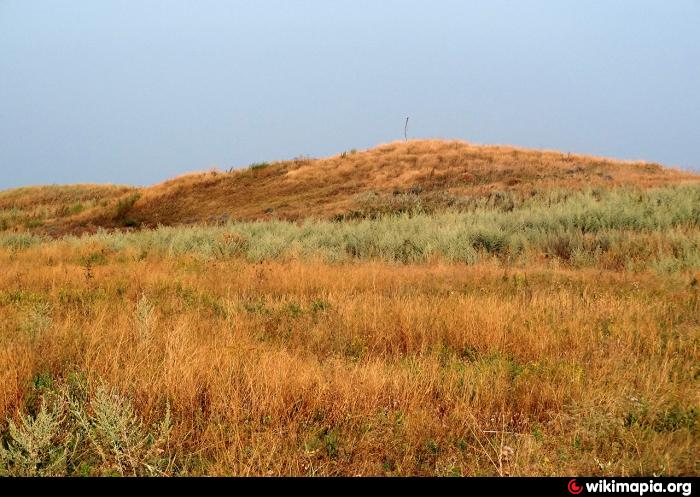
Курганний могильник Канат-могила

На південь від села розташована пам'ятка археології України національного значення курганний могильник епохи міді-бронзи «Канат-могила».

## Видатні уродженці
- Трошева Катерина Павлівна — українська радянська діячка.